# Luciobarbus graecus
Luciobarbus graecus là một loài cá vây tia trong họ Cyprinidae. Loài này được đặt trong Luciobarbus theo IUCN, nhưng chi đó có quan hệ rất gần với cá râu và có lẽ tốt hơn hến nên được xem là một phân chi của Barbus. Được tìm thấy ở trong và phụ cận Hy Lạp, loài có mối quan hệ gần nhất với loài này có lẽ là L. lydianus, được tìm thấy ở tây bắc Tiểu Á.

## Cước chú
1. ↑  Crivelli (2006), de Graaf et al. (2007), Almodóvar et al. (2008)